# Accord sur les ressources minérales entre l'Ukraine et les États-Unis
L'Accord sur les ressources minérales entre l'Ukraine et les États-Unis est un traité entre les États-Unis d'Amérique et l'Ukraine établissant les conditions d'investissement conjoint dans les ressources naturelles de l'Ukraine, y compris les minerais stratégique dont les terres rares, mais également le pétrole et le gaz, ainsi que l'organisation des efforts de reconstruction,.  
Le 25 février, le Premier ministre ukrainien Denys Chmyhal a annoncé que les deux pays étaient parvenus à un accord préliminaire pour renforcer la coopération économique et attirer les investissements pour la reconstruction de l'Ukraine après l'invasion russe à large échelle en 2022 pendant la guerre d'agression russe contre l'Ukraine. Le président des États-Unis Donald Trump a lourdement insisté sur la nécessité d'un accord sur les ressources comme condition à la poursuite du soutien américain, le présentant comme un moyen pour l'Ukraine de « rembourser » l'aide substantielle fournie par les États-Unis depuis 2022. 
L'Accord a été signé le 30 avril 2025 par le secrétaire au Trésor américain Scott Bessent et la première vice-Première ministre ukrainienne, chargée du développement économique et du commerce Ioulia Svyrydenko. 

## Contexte

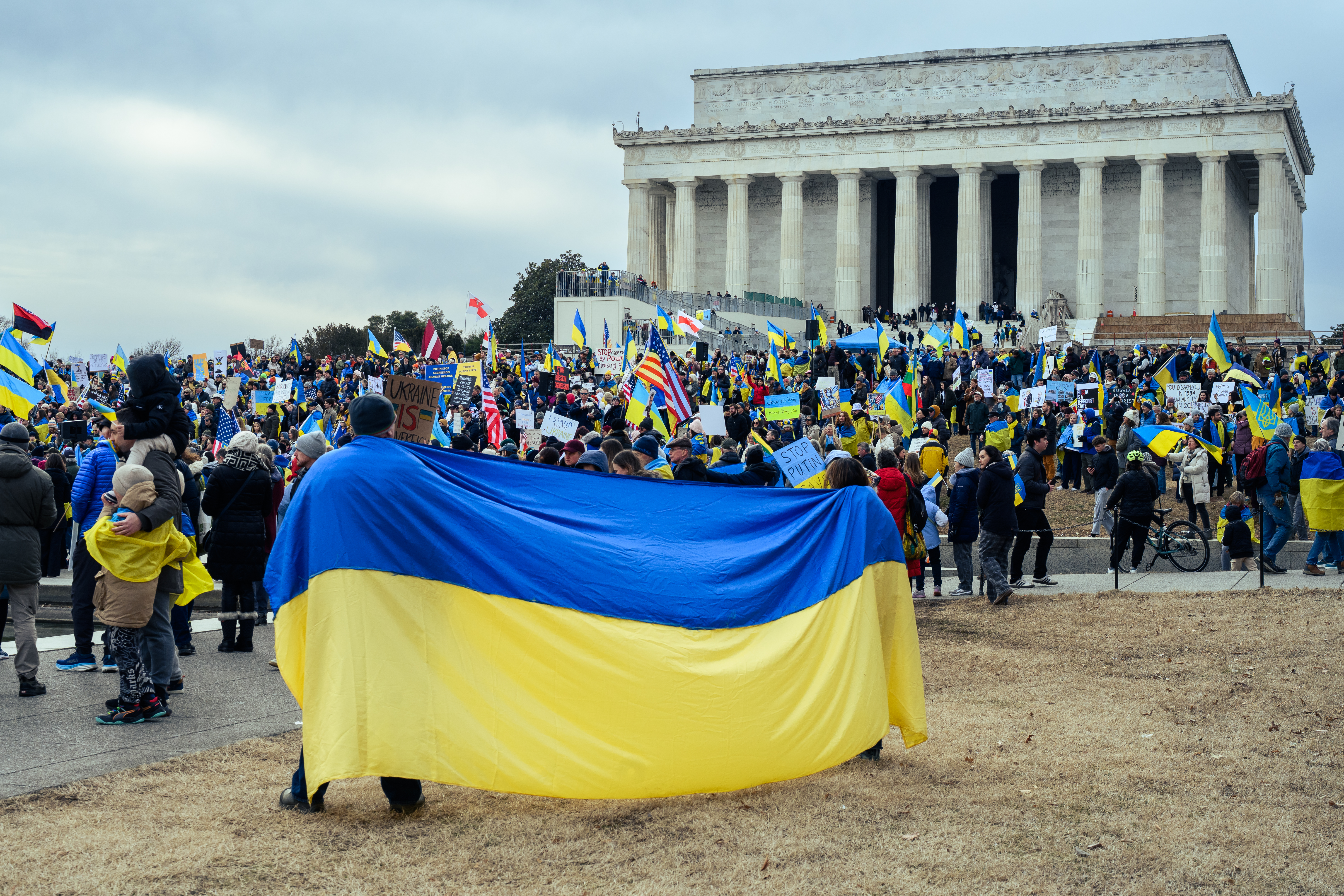
Manifestation devant le Lincoln Memorial à Washington DC le 21 février 2025 contre la menace de l'Administration Trump de suspendre l'aide à l'Ukraine si elle ne signait pas un accord sur ses ressources naturelles.

En septembre 2024, le président ukrainien Volodymyr Zelenskyy a proposé la participation des États-Unis au développement des ressources naturelles de l'Ukraine en échange d'un soutien continu dans la lutte contre l'agression russe. L'Ukraine possède d'importants gisements de minéraux, notamment de lithium, de graphite, de manganèse et de titane. Nombre de ces ressources restent inexploitées, tandis que d'autres se trouvent dans les territoires ukrainiens occupés illicitement par la Russie. 
Le 16 octobre 2024, Zelensky a présenté à la Rada suprême, le Parlement monocaméral de l'Ukraine, son projet de « Plan de victoire » (en ukrainien : План перемоги) qui définissait des stratégies pour renforcer l'Ukraine et potentiellement mettre fin au conflit avec la Russie. Il comprenait un « accord spécial sur l’investissement et l’utilisation conjointe » des ressources naturelles de l’Ukraine — telles que l'uranium, le titane et le lithium — avec l’Union européenne et les États-Unis. Le plan comprenait également une nouvelle demande d'adhésion à l'OTAN et un cadre de sécurité d’après-guerre solide. L’aspect défensif de la proposition comprenait une aide pour dissuader une future agression russe. Le ministre français de la Défense, Sébastien Lecornu a entamé, sur instruction du président français Emmanuel Macron, des discussions bilatérales avec l'Ukraine sur les minéraux de terres rares du pays en octobre 2024 pour l'industrie de défense française. 
Après les élections de novembre, le président américain Donald Trump a commencé à exiger le paiement de 500 milliards de dollars américains en guise de compensation de la part de l'Ukraine pour rembourser l'aide américaine depuis le début de l'invasion à large échelle. Zelensky a déclaré que cela reviendrait à « vendre » l’Ukraine. Trump a répondu en disant que Zelensky était « un dictateur sans élection ».
Le 3 février 2025, Trump a déclaré que le soutien continu des États-Unis serait conditionné à l’acquisition des minéraux rares de l’Ukraine. Toutefois, cette condition a été ultérieurement exclue de l’accord. 
Lors de sa réunion du 24 février 2025 dans le Bureau ovale avec Emmanuel Macron, Trump a déclaré, de manière erronée, que les États-Unis auraient contribué à aider l'Ukraine à hauteur de 350 millards de dollars américains, ce qui représenterait une contribution bien plus importante que celle de l’Union européenne. Macron a demandé des garanties de sécurité à l’administration Trump si un cessez-le-feu avec la Russie est conclu. Le Service de recherche du Congrès a déclaré que de 2022 à 2024, les sommes allouées à l'Ukraine s'élevaient à 182 millards de dollars américains. D'autres recherches estime cette aide plus proche des 100 ou 120 millards, dont une partie sous forme d'emprunt.
La demande de Trump concernant un accord sur les ressources serait, selon lui, un moyen pour l'Ukraine de « rembourser » l'aide américaine déjà fournie et constitue une condition de tout soutien continu. Le 24 février, Trump a déclaré qu'ils étaient proches d'un accord « où nous récupérerons notre argent sur une période donnée ».
Le 28 février 2025, Zelenskyy a rencontré à la Maison-Blanche à Washington Trump et le vice-président américain JD Vance, pour une réunion bilatérale dans le bureau ovale pour signer l'accord. La réunion s'est terminée brusquement et l'accord sur les ressources n'a pas été signé,,.
Selon le Guardian, le 2 mars, Zelensky a déclaré que « l'accord sur les minéraux était désormais prêt à être signé ». 
Vers la fin du discours de Trump devant une session conjointe du Congrès le 4 mars, Trump a envoyé un message à Zelensky que le New York Times a qualifié de « conciliant ».

## Négociations
Selon un article du Kyiv Independent du 27 février, le ministre français de la Défense Lecornu était en pourparlers avec l'Ukraine depuis l'automne 2024 sur les terres rares ukrainiennes, à la suite de la proposition de plan de victoire de Zelensky du 16 octobre 2024. Lecornu a précisé que ce n’était pas Trump, mais Zelensky et son équipe qui avaient introduit la question du potentiel des opportunités transactionnelles des ressources naturelles.
Un projet de proposition du 25 février intitulé « Accord bilatéral établissant les termes et conditions d'un fonds d'investissement pour la reconstruction » publié par CNN, ne fournissait pas de garanties explicites de sécurité future à l'Ukraine,. Zelensky l'a décrit comme un cadre pour la réunion en personne du 28 février à Washington. Le projet proposait un Fonds d'investissement pour la reconstruction en copropriété,.
Le projet d'accord du 25 février — tel que rapporté par Reuters — indiquait que le secrétaire américain au Trésor Scott Bessent et le ministre ukrainien des Affaires étrangères Andrii Sybiha étaient désignés pour signer le document. 
Selon le Kyiv Independent, l'objectif principal de Zelensky lors de la réunion du 28 février 2025 dans le Bureau ovale avec Trump était de « discuter de l'accord et d'une éventuelle inclusion de garanties de sécurité », de l'appeler à ne pas abandonner l'Ukraine et de le mettre en garde contre un rapprochement trop étroit avec le président de la fédération de Russie. La réunion a bien commencé, mais lorsque Zelensky a déclaré que le président de la fédération de Russie n'était pas digne de confiance et qu'il avait déjà fort souvent rompu ses promesses de mettre fin aux combats, Vance l'a réprimandé. Trump a déclaré que le président de la fédération de Russie n’avait jamais rompu un accord avec lui. Trump a accusé Zelensky d'avoir « tué un très grand nombre de personnes », « joué avec la Troisième Guerre mondiale » et d'avoir été « très irrespectueux envers le pays, ce pays qui vous a soutenu bien plus que beaucoup de gens disent qu'ils auraient dû le faire », et la délégation ukrainienne a été priée de quitter la Maison Blanche sans ménagement. Avec la fin abrupte de la rencontre entre Trump et Zelensky, l’accord n’a pas été signé.
Le 2 mars, lors d'une rencontre avec le monarque britannique Charles III dans le cadre du sommet de Londres de 2025 sur l'Ukraine, Zelensky a déclaré aux médias britanniques qu'il pensait que les relations entre les États-Unis et l'Ukraine pourraient être rétablies et qu'il signerait l'accord sur les ressources minérales,.  

## Signature et ratification

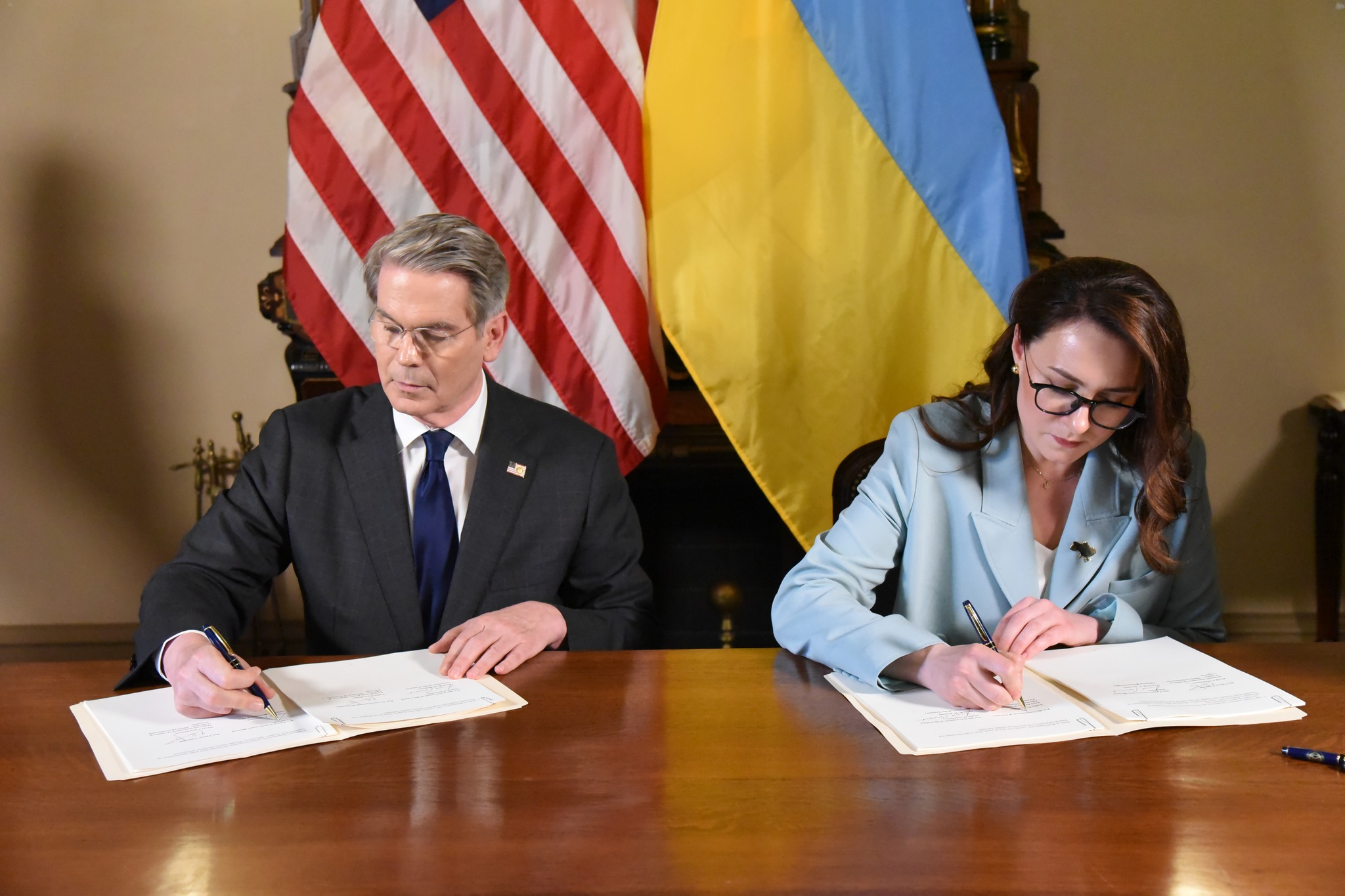
Ioulia Svyrydenko (droite) et Scott Bessent (gauche) signant l'accord

L'Accord est signé à Washington (district de Columbia), capitale des États-Unis d'Amérique, le 30 avril 2025, par le secrétaire au Trésor américain Scott Bessent et la première vice-Première ministre ukrainienne, chargée du développement économique et du commerce Ioulia Svyrydenko.
La Rada suprême, le Parlement monocaméral de l'Ukraine, a approuvé à l'unanimité de ses 338 députés l'Accord le 8 mai 2025.

## Contenu

### Principales stipulations
Les principales stipulations de l'Accord concernent la création d'un Fonds d'investissement pour la reconstruction détenu et géré conjointement afin de favoriser une paix durable et la sécurité économique en Ukraine ; la contribution de l'Ukraine à hauteur de 50 % des revenus futurs provenant des « actifs de ressources naturelles appartenant au gouvernement » ; et l'engagement financier à long terme des États-Unis en faveur de la stabilité économique de l'Ukraine,.

### Texte
« Вашингтон, округ Колумбия, Сполучені Штати Америки, __ лютого 2025 року
Оскільки Сполучені Штати Америки надали значну фінансову та матеріальну підтримку Україні з моменту повномасштабного вторгнення Росії в Україну в лютому 2022 року;
Оскільки американський народ прагне інвестувати разом з Україною у вільну, суверенну та безпечну Україну;
Оскільки Сполучені Штати Америки та Україна прагнуть тривалого миру в Україні та тривалого партнерства між їх двома народами та урядами;
Оскільки Сполучені Штати Америки та Україна визнають внесок, який зробила Україна у зміцнення міжнародного миру та безпеки, добровільно відмовившись від третього за величиною у світі арсеналу ядерної зброї;
Оскільки Сполучені Штати Америки та Україна бажають забезпечити, щоб ті держави та інші особи, які діяли вороже проти України під час конфлікту, не отримали вигоди від відбудови України після встановлення тривалого миру;
Відтак, нині, уряд Сполучених Штатів Америки та уряд України (кожний окремо — «Учасник») укладають цю Двосторонню угоду про встановлення правил та умов Інвестиційного фонду відбудови з метою поглиблення партнерства між Сполученими Штатами Америки та Україною, як викладено в цьому документі.
1. Уряди України та Сполучених Штатів Америки, з метою досягнення тривалого миру в Україні, мають намір створити Інвестиційний фонд відбудови (далі — «Фонд»), створивши партнерство у Фонді через спільну власність, що буде додатково визначено Угодою про Фонд. Спільна власність враховуватиме фактичні внески Учасників, як визначено в розділах 3 та 4. Управління Фондом здійснюватиметься спільно представниками уряду України та уряду Сполучених Штатів Америки. Більш детальні умови стосовно управління та діяльності Фонду будуть викладені в подальшій угоді (далі — «Угода про Фонд»), яку буде узгоджено в переговорах відразу після укладення цієї Двосторонньої угоди. Максимальний відсоток володіння власним капіталом та фінансовими інтересами Фонду, який належатиме урядові Сполучених Штатів Америки, а також повноваження представників уряду Сполучених Штатів Америки щодо прийняття рішень, будуть у межах, дозволених чинним законодавством Сполучених Штатів.
Жоден з Учасників не може продавати, передавати або іншим чином прямо чи опосередковано відчужувати будь-яку частину своєї частки у Фонді без попередньої письмової згоди іншого Учасника.
2. Фонд збиратиме та реінвестуватиме надходження, що вносяться до Фонду, за вирахуванням витрат, понесених Фондом, та зароблятиме дохід від майбутньої монетизації усіх відповідних природно-ресурсних активів, що є у власності українського уряду (незалежно від того, чи вони перебувають у прямій або опосередкованій власності українського уряду), як визначено у розділі 3.
3. Уряд України вноситиме до Фонду 50% усіх надходжень, отриманих від майбутньої монетизації усіх відповідних природно-ресурсних активів, що є у власності українського уряду (незалежно від того, чи вони перебувають у прямій або опосередкованій власності українського уряду), визначених як родовища корисні копалини, вуглеводні, нафта, природний газ та інші видобувні матеріали, а також інша інфраструктура, яка пов'язана з природно-ресурсними активами (така, як термінали скрапленого природного газу та портова інфраструктура) за згодою обох Учасників, як це може бути додатково описано в Угоді про Фонд. Для уникнення сумнівів, такі майбутні джерела надходжень не включають поточні джерела надходжень, які вже є частиною загальних доходів бюджету України. Строки, обсяг та стабільність внесків будуть додатково визначені в Угоді про Фонд.
Фонд на свій власний розсуд може зараховувати або повертати уряду України фактичні витрати, понесені за новоствореними проєктами, від яких Фонд отримує надходження.
Внески, зроблені у Фонд, будуть реінвестуватися принаймні раз на рік в Україні з метою сприяння безпеці, захищеності та процвітанню України, що буде додатково визначено в Угоді про Фонд. Угода про Фонд також передбачатиме розподіл коштів у майбутньому.
4. Відповідно до чинного законодавства Сполучених Штатів Америки, уряд Сполучених Штатів Америки зберігатиме довгострокові фінансові зобов'язання щодо розбудови стабільної та економічно процвітаючої України. Подальші внески можуть складатися з коштів, фінансових інструментів та інших матеріальних і нематеріальних активів, критично важливих для відбудови України.
5. Інвестиційний процес Фонду буде розроблений таким чином, щоб інвестувати в проєкти в Україні та залучати інвестиції для збільшення розвитку, обробки та монетизації всіх державних й приватних українських активів, включаючи, але не обмежуючись, родовища корисних копалин, вуглеводнів, нафти, природного газу та інших видобувних матеріалів, інфраструктуру, порти та державні підприємства, як це може бути додатково описано в Угоді про Фонд. Уряд Сполучених Штатів Америки та уряд України мають намір, щоб інвестиційний процес призводив до створення можливостей для розподілу додаткових коштів та більшого реінвестування для забезпечення достатнього надходження капіталу для відбудови України, як буде визначено в Угоді про Фонд.
Учасники залишають за собою право вживати необхідні дії для захисту та максимізації цінності своїх економічних інтересів у Фонді.
6. Угода про Фонд включатиме належні запевнення та гарантії, у тому числі необхідні для забезпечення того, щоб будь-які зобов'язання, які уряд України може мати перед третіми сторонами, або такі зобов'язання, які він може взяти на себе в майбутньому, не спричиняли продаж, передачу, заставу чи інші обтяження внесків уряду України до Фонду або активів, від яких здійснюються такі внески, або розпорядження коштами з боку Фонду.
При розробці Угоди про Фонд Учасники намагатимуться уникати конфліктів із зобов'язаннями України в рамках її вступу до Європейського Союзу або її зобов'язаннями за домовленостями з міжнародними фінансовими організаціями та іншими офіційними кредиторами.
7. Угода про Фонд передбачатиме, серед іншого, визнання того, що як сама Угода про Фонд, так і діяльність, передбачена в ній, мають комерційний характер.
Угода про Фонд підлягатиме ратифікації Парламентом України відповідно до Закону України «Про міжнародні договори України».
8. В Угоді про Фонд буде приділено особливу увагу механізмам контролю, які унеможливлять послаблення, порушення або обхід санкцій та інших обмежувальних заходів.
9. Текст Угоди про Фонд буде невідкладно розроблений робочими групами під головуванням уповноважених представників уряду України та уряду Сполучених Штатів Америки. Контактними особами, відповідальними за підготовку Угоди про Фонд на основі цієї Двосторонньої угоди, є: від уряду Сполучених Штатів Америки: Міністерство фінансів; від уряду України: Міністерство фінансів та Міністерство економіки.
10. Ця Двостороння угода та Угода про Фонд стануть невід'ємними елементами архітектури двосторонніх та багатосторонніх угод, а також конкретними кроками для встановлення тривалого миру, зміцнення економічно-безпекової стійкості та відображатимуть цілі, викладені у преамбулі до цієї Двосторонньої угоди.
Уряд Сполучених Штатів Америки підтримує зусилля України, спрямовані на отримання гарантій безпеки, необхідні для створення тривалого миру. Учасники прагнутимуть визначити будь-які необхідні кроки для захисту взаємних інвестицій, як це визначено в Угоді про Фонд.
11. Ця Двостороння угода є обов'язковою для виконання і буде виконуватися кожним Учасником відповідно до їхніх внутрішньодержавних процедур. Уряд Сполучених Штатів Америки та уряд України зобов'язуються негайно приступити до проведення переговорів щодо Угоди про Фонд.
Підписано англійською та українською мовами, обидва тексти є рівно автентичними. 

Від уряду Сполучених Штатів Америки:
Скотт К. Г. Бессент
Юлія Свириденко
Від уряду України:
Міністр фінансів
Перший віце-прем'єр-міністр України – Міністр економіки України
 »
« Bilateral agreement establishing terms and conditions for a Reconstruction Investment Fund
WHEREAS the United States of America has provided significant financial and material support to Ukraine since Russia’s full-scale invasion of Ukraine in February 2022;
WHEREAS the American people desire to invest alongside Ukraine in a free, sovereign and secure Ukraine;
WHEREAS the United States of America and Ukraine desire a lasting peace in Ukraine and a durable partnership between their two peoples and governments;
WHEREAS the United States of America and Ukraine recognize the contribution that Ukraine has made to strengthening international peace and security by voluntarily abandoning the world's third largest arsenal of nuclear weapons;
WHEREAS the United States of America and Ukraine wish to ensure that those States and other persons that have acted adversely to Ukraine in the conflict do not benefit from the reconstruction of Ukraine following a lasting peace;
NOW, THEREFORE, the Government of the United States of America and the Government of Ukraine (each, a “Participant”) hereby enter into this Bilateral Agreement Establishing Terms and Conditions for a Reconstruction Investment Fund to deepen the partnership between the United States of America and Ukraine, as set forth herein.
1. The Governments of Ukraine and the United States of America, with the aim of achieving lasting peace in Ukraine, intend to establish a Reconstruction Investment Fund (Fund), partnering in the Fund through joint ownership, to be further defined in the Fund Agreement. Joint ownership will take into consideration the actual contributions of the Participants as defined in Sections 3 and 4. The Fund will be jointly managed by representatives of the Government of Ukraine and the Government of the United States of America. More detailed terms pertaining to the Fund’s governance and operation will be set forth in a subsequent agreement (the Fund Agreement) to be negotiated promptly after the conclusion of this Bilateral Agreement. The maximum percentage of ownership of the Fund’s equity and financial interests to be held by the Government of the United States of America and the decision-making authority of the representatives of the Government of the United States of America will be to the extent permissible under applicable United States laws.
Neither Participant will sell, transfer or otherwise dispose of, directly or indirectly, any portion of its interest in the Fund without the prior written consent of the other Participant.
2. The Fund will collect and reinvest revenues contributed to the Fund, minus expenses incurred by the Fund, and will earn income from the future monetization of all relevant Ukrainian Government-owned natural resource assets (whether owned directly or indirectly by the Ukrainian Government), as defined in Section 3
3. The Government of Ukraine will contribute to the Fund 50 percent of all revenues earned from the future monetization of all relevant Ukrainian Government-owned natural resource assets (whether owned directly or indirectly by the Ukrainian Government), defined as deposits of minerals, hydrocarbons, oil, natural gas, and other extractable materials, and other infrastructure relevant to natural resource assets (such as liquified natural gas terminals and port infrastructure) as agreed by both Participants, as may be further described in the Fund Agreement. For the avoidance of doubt, such future sources of revenues do not include the current sources of revenues which are already part of the general budget revenues of Ukraine. Timeline, scope and sustainability of contributions will be further defined in the Fund Agreement.
The Fund, in its sole discretion, may credit or return to the Government of Ukraine actual expenses incurred by the newly developed projects from which the Fund receives revenues.
Contributions made to the Fund will be reinvested at least annually in Ukraine to promote the safety, security and prosperity of Ukraine, to be further defined in the Fund Agreement. The Fund Agreement will also provide for future distributions.
4. Subject to applicable United States law, the Government of the United States of America will maintain a long-term financial commitment to the development of a stable and economically prosperous Ukraine. Further contributions may be comprised of funds, financial instruments, and other tangible and intangible assets critical for the reconstruction of Ukraine.
5. The Fund's investment process will be designed so as to invest in projects in Ukraine and attract investments to increase the development, processing and monetization of all public and private Ukrainian assets including, but not limited to, deposits of minerals, hydrocarbons, oil, natural gas, and other extractable materials, infrastructure, ports, and state-owned enterprises as may be further described in the Fund Agreement. The Government of the United States of America and the Government of Ukraine intend that the investment process will lead to opportunities for distribution of additional funds and greater reinvestment, to ensure the sufficient supply of capital for the reconstruction of Ukraine as set out in the Fund Agreement.
The Participants reserve the right to take such action as necessary to protect and maximize the value of their economic interests in the Fund.
6. The Fund Agreement will include appropriate representations and warranties, including those necessary to ensure that any obligations the Government of Ukraine may have to third parties, or such obligations that it may undertake in the future, do not sell, convey, transfer pledge, or otherwise encumber the Government of Ukraine’s contributions to the Fund or the assets from which such contributions are derived, or the Fund’s disposition of funds.
In drafting the Fund Agreement, the Participants will strive to avoid conflicts with Ukraine’s obligations under its accession to the European Union or its obligations under arrangements with international financial institutions and other official creditors.
7. The Fund Agreement will provide, inter alia, an acknowledgment that both the Fund Agreement and the activities provided for therein are commercial in nature.
The Fund agreement shall be ratified by the Parliament of Ukraine according to the Law of Ukraine «On International Treaties of Ukraine.»
8. The Fund Agreement will pay particular attention to the control mechanisms that make it impossible to weaken, violate or circumvent sanctions and other restrictive measures.
9. The text of the Fund Agreement will be developed without delay by working groups chaired by authorized representatives of the Government of Ukraine and the Government of the United States of America. Contact persons responsible for preparing the Fund Agreement on the basis of this Bilateral Agreement are: from the Government of the United States of America: the Department of the Treasury; from the Government of Ukraine: Ministry of Finance and Ministry of Economy.
10. This Bilateral Agreement and the Fund Agreement will constitute integral elements of the architecture of bilateral and multilateral agreements, as well as concrete steps to establish lasting peace, and to strengthen economic security resilience and reflect the objectives set forth in the preamble to this Bilateral Agreement.
The Government of the United States of America supports Ukraine’s efforts to obtain security guarantees needed to establish lasting peace. Participants will seek to identify any necessary steps to protect mutual investments, as defined in the Fund Agreement.
11. This Bilateral Agreement is binding and will be implemented by each Participant according to its domestic procedures. The Government of the United States of America and the Government of Ukraine commit to proceed forthwith to negotiate the Fund Agreement.
Signed in English and Ukrainian languages, both texts are equally authentic.

For the Government of the United States of America:
Scott K. H. Bessent
Secretary of the Treasury
For the Government of Ukraine:
Yuliia Svyrydenko
First Deputy Prime Minister of Ukraine – Minister of Economy of Ukraine
 »
« Accord bilatéral établissant les conditions générales pour l’établissement d’un Fonds de reconstruction et d’investissement
CONSIDÉRANT que les États-Unis d’Amérique ont fourni une aide financière et matérielle significative à l’Ukraine depuis l’invasion à grande échelle de l’Ukraine par la Russie en février 2022 ;
CONSIDÉRANT que le peuple américain désire investir aux côtés de l’Ukraine dans une Ukraine libre, souveraine et en sécurité ;
CONSIDÉRANT que les États-Unis d’Amérique et l’Ukraine désirent une paix durable en Ukraine et un partenariat durable entre leurs deux peuples et gouvernements ;
CONSIDÉRANT que les États-Unis d’Amérique et l’Ukraine reconnaissent la contribution que l’Ukraine a apporté pour le renforcement de la paix et la sécurité internationales en renonçant volontairement au troisième arsenal d’armement nucléaire ;
CONSIDÉRANT que les États-Unis d’Amérique et l’Ukraine souhaitent s’assurer que ceux des États et des autres personnes qui ont agi en la défaveur de l’Ukraine pendant le conflit ne bénéficient pas de la reconstruction de l’Ukraine suivant une paix durable ;
PAR CONSÉQUENT, le Gouvernement des États-Unis d’Amérique et le Gouvernement de l’Ukraine (chacun une « Partie ») conviennent par le présent Accord bilatéral établissant les conditions générales pour l’établissement d’un Fonds de reconstruction et d’investissement d’approfondir leur partenariat entre les États-Unis d’Amérique et l’Ukraine, ainsi qu’il suit :
1. Les Gouvernements de l’Ukraine et des États-Unis d’Amérique, dans le but d’atteindre une paix durable en Ukraine, entendent établir un Fonds de reconstruction et d’investissement (le « Fonds »), en participant au Fonds de manière conjointe, plus avant défini dans l’Accord sur le Fonds. La participation conjointe prend en considération les contributions effectives des Parties telles que déterminées au paragraphes 3 et 4. Le Fonds est dirigé conjointement par le Gouvernement de l’Ukraine et le Gouvernement des États-Unis d’Amérique. Les conditions détaillées de la gouvernance et du fonctionnement du Fonds seront fixées dans un accord subséquent (l’« Accord sur le Fonds ») qui sera négocié rapidement après la conclusion de cet Accord bilatéral. Le pourcentage maximal de participation aux capitaux propres et aux intéressements du Fonds détenue par le Gouvernement des États-Unis d’Amérique et le pouvoir de décision des représentants du Gouvernement des États-Unis d’Amérique se fera dans la mesure autorisée par la loi des États-Unis.
Aucune Partie ne peut vendre, transférer ou disposer autrement, directement ou indirectement, d’une quelconque portion de ses intéressements au Fonds sans l’accord écrit préalable de l’autre Partie.
2. Le Fonds reçoit et réinvestit les revenus en capital, moins les dépenses exposées par le Fonds, et perçoit les revenus de la future monétisation de toutes les ressources naturelles ukrainiennes pertinentes propriété du Gouvernement (qu’elles soient détenues directement ou indirectement par le Gouvernement ukrainien), telles que définies dans le paragraphe 3.
3. Le Gouvernement de l’Ukraine contribue au Fonds à hauteur de 50 pourcents de tous les revenus générés par la future monétisation de toutes les ressources naturelles ukrainiennes pertinentes propriété du Gouvernement (qu’elles soient détenues directement ou indirectement par le Gouvernement ukrainien), définies comme les gisements de minerais, hydrocarbures, pétrole, gaz naturel et autres minerais extractibles, et autres infrastructures relevant des ressources naturelles (telles que les terminaux de gaz naturel liquéfié et les infrastructures portuaires) comme convenu entre les Parties, et pouvant être décrites plus avant dans l’Accord sur le Fonds. Afin d’éviter toute incertitude, ces futures sources de revenu n’incluent pas les sources actuelles de revenus versés au budget général de l’Ukraine. L’échéancier, le champ d’application et la durabilité des contributions seront définies plus avant dans l’Accord sur le Fonds.
Le Fonds peut discrétionnairement créditer ou retourner au Gouvernement de l’Ukraine les dépenses effectivement exposées par les nouveaux projets développés desquels le Fonds tire des revenus.
Les contributions reçues par le Fonds sont réinvesties au moins annuellement en Ukraine pour promouvoir la sûreté, la sécurité et la prospérité de l’Ukraine, ce qui fera l’objet d’une définition plus précise dans l’Accord sur le Fonds. L’Accord sur le Fonds prescrira également les distributions futures.
4. Sous réserve des lois des États-Unis applicables, le Gouvernement des États-Unis d’Amérique maintient un engagement financier de long terme envers le développement d’une Ukraine stable et économiquement prospère. D’autres contributions peuvent inclure des fonds, instruments financiers et autres avoirs corporels et incorporels critiques pour la reconstruction de l’Ukraine.
5. La procédure d’investissement du Fonds est conçue pour investir dans les projets en Ukraine et attirer les investissements pour accroître le développement, le traitement et la monétisation de tous les avoirs publics et privés ukrainiens, comprenant sans s’y limiter, les gisements de minerais, d’hydrocarbures, de pétrole, de gaz naturel et d’autres minerais extractibles, les infrastructures, ports, et les entreprises publiques, comme pouvant être définies plus avant dans l’Accord sur le Fonds. Le Gouvernement des États-Unis d’Amérique et le Gouvernement de l’Ukraine conviennent que la procédure d’investissement mènera à des opportunités pour la distribution de fonds additionnels et d’investissement plus importants, afin d’assurer un approvisionnement suffisant de capitaux pour la reconstruction de l’Ukraine tel que fixé par l’Accord sur le Fonds.
Les Parties se réservent le droit de prendre toute action nécessaire pour protéger et maximiser la valeur de leurs intéressements économiques au Fonds.
6. L’Accord sur le Fonds inclura les représentations et les garanties appropriées, y-compris celles nécessaires pour s’assurer que les obligations que Gouvernement de l’Ukraine pourrait avoir à l’égard des tiers, ou qu’il pourrait souscrire à l’avenir, ne conduisent pas à la vente, au transport, au transfert, à la mise en gage ou à l’empêchement des contributions du Gouvernement de l’Ukraine au Fonds ou des avoirs desquels ces contributions sont dérivées, ou la disposition des fonds par le Fonds.
Dans la rédaction de l’Accord sur le Fonds, les Parties s’efforcent d’éviter les conflits avec les obligations de l’Ukraine concernant son adhésion à l’Union européenne ou ses obligations en vertu d’accords avec les institutions financières internationales ou d’autres organismes de crédits officiels.
7. L’Accord du Fonds stipulera, entre autres, une reconnaissance que tant le Fonds que les activités qu’il exerce ont un caractère commercial.
L’Accord sur le Fonds est soumis à la ratification du Parlement de l’Ukraine conformément à la loi de l’Ukraine « Sur les traités internationaux de l’Ukraine ».
8. L’Accord sur le Fonds prêtera une attention particulière aux mécanismes de contrôle faisant en sorte qu’il soit impossible d’affaiblir, de violer ou de contourner les sanctions ou les autres mesures restrictives.
9. Le texte de l’Accord sur le Fonds sera développé sans délai par des groupes de travail présidés par les représentants autorisés du Gouvernement de l’Ukraine et du Gouvernement des États-Unis d’Amérique. Les personnes de contact responsables de la préparation de l’Accord sur le Fonds sur la base de cet Accord bilatéral sont : pour le Gouvernement des États-Unis d’Amérique, le Département du Trésor ; pour le Gouvernement de l’Ukraine, le Ministère de l’économie.
10. Le présent Accord bilatéral et l’Accord sur le Fonds constituent des éléments intégraux de l’architecture des accords bilatéraux et multilatéraux, tout comme des étapes concrètes pour établir une paix durable et renforcer la résilience de la sécurité économique, et reflète les objectifs exposés dans le préambule de cet Accord bilatéral.
Le Gouvernement des États-Unis d’Amérique soutient les efforts de l’Ukraine pour obtenir les garanties de sécurité afin d’établir une paix durable. Les Parties chercheront à identifier toutes les étapes nécessaires afin de protéger les investissement mutuels, tels que définis dans l’Accord sur le Fonds.
11. Le présent Accord bilatéral est contraignant et sera mis en œuvre par chaque Partie conformément à ses procédures nationales. Le Gouvernement des États-Unis d’Amérique et le Gouvernement de l’Ukraine s’engagent à procéder sans délais aux négociations afin de conclure l’Accord sur le Fonds.
Signés en langues anglaise et ukrainienne, les deux textes faisant également foi.

Pour le Gouvernement des États-Unis d’Amérique :
Scott K. H. Bessent
Secrétaire au Trésor
Pour le Gouvernement de l’Ukraine :
Ioulia Svyrydenko
Première vice-Première ministre de l’Ukraine – ministre de l’Économie de l’Ukraine
 »

## Voir également
- Économie de l'Ukraine
- Relations entre l'Ukraine et les États-Unis
- Rencontre Trump-Zelensky au Bureau ovale en 2025